# S.O.S. Gulubú
 S.O.S. Gulubú  és una pel·lícula de l'Argentina d'animació filmada en colors dirigida per Susana Tozzi sobre el seu propi guió escrit en col·laboració amb Enrique Morales sobre personatges de María Elena Walsh que es va estrenar el 18 de juliol de 1996. Per problemes d'ordre econòmic es va endarrerir la producció i la seva exhibició comercial fent que al temps de l'estrena el material tingués una aparença tecnològicament revellida.

## Sinopsi
Gulubú, un territori del món de la fantasia habitat per la Vaca estudiosa, el Bruixot i altres personatges dels contes i cançons de María Elena Walsh.

## Repartiment
- Leonor Manso
- Patricio Contreras
- Ana María Giunta
- Julián Weich
- Carlos Godio
- Lucila Bertola
- Ernesto Michel
- Rodolfo González
- María Isabel Cane
- Enrique Morales

## Comentaris
Adrián C. Martínez a La Nación va opinar:
| « | «La coordinació de titelles i els dibuixos animats van aportar una enorme qualitat visual a l'anècdota, en tant que les escenes amb éssers reals van secundar amb autèntica calidesa aquesta història que se segueix amb mirada tendra i esperit obert.» | » |

Manrupe i Portela escriuen:
| « | «Opera prima de Susana Tozzi, integra 12 episodis amb animació i titelles.» | » |